# Свідник (Польща)
Свідник (пол. Świdnik, Сьвідник) — місто в східній Польщі. Адміністративний центр Свідницького повіту Люблінського воєводства.

## Демографія
Демографічна структура станом на 31 березня 2011 року:
|          | Загалом | Допрацездатний вік | Працездатний вік | Постпрацездатний вік |
| -------- | ------- | ------------------ | ---------------- | -------------------- |
| Чоловіки | 19579   | 3520               | 13669            | 2390                 |
| Жінки    | 21131   | 3211               | 12897            | 5023                 |
| Разом    | 40710   | 6731               | 26566            | 7413                 |